# 斎藤元忠
斎藤 元忠（さいとうもとただ、生年不詳 - 慶長17年（1612年））は、安土桃山時代の美濃国出身の武将。通称は正印軒、正印、何以とも。斎藤利之の次男。元忠の母は斎藤義龍の妹であるため、斎藤道三は祖父である。兄に斎藤権右衛門。子に斎藤徳元。

## 生涯
元忠は美濃斎藤氏の一族であり加治田衆の一員として織田信忠に仕えていたと考えられる。天正10年（1582年）6月2日の本能寺の変により信忠が死亡すると、前田玄以と共に三法師（織田秀信）を近江大溝に隠した。
その後も秀信に近侍していたと考えられ、文禄元年（1592年）頃に前田玄以と若君（秀信）の御座所（所領）についての相談を行っている。同年に織田秀信が美濃13万石を領有すると、その代官として岐阜を中心として文書を発給しており、更に加治田領の龍福寺にも諸役免除の文書を1通発給している。元忠は瀧川主膳や百々綱家と並ぶ秀信の重臣であったと思われる。慶長3年（1598年）頃には斎藤徳元に家督を譲った。
慶長5年（1600年）の関ヶ原の戦いでは、主君・秀信に従って西軍に付いたが岐阜城の戦いにて敗れた。元忠は、開城後も秀信に供奉して浄泉防（円徳寺）に赴き、さらには高野山まで随行した5人の家臣の1人であったと伝わる。
慶長17年（1612年）頃、京都か丹波福知山城下で死去。子の徳元は江戸で和歌の教授者となった。